# Un soir après la guerre
Un soir apres la guerre (in khmer: រាត្រីមួយក្រោយសង្គ្រាម) è un film del 1998 diretto da Rithy Panh.
Frutto di una coproduzione francese e cambogiana, il film presenta con un linguaggio cinematografico di impronta neorealista uno spaccato della realtà sociale della Cambogia all'indomani della fine della guerra civile che perdurò dopo la fine del regime dei Khmer rossi sino alla seconda metà degli anni ottanta. Soggetto del film sono la tormentate vicende personali dei due protagonisti, Savannah e Srey Poeuv.
Il film è stato incluso nella selezione Un Certain Regard del Festival di Cannes (1998). La traduzione letterale del titolo in italiano è Una sera dopo la guerra.

## Trama
Dopo la fine del regime di Pol Pot e delle violenze endemiche che sconvolsero la Cambogia sino alla fine degli anni ottanta, la vita comincia lentamente e difficoltosamente a tornare alla normalità. Il giovane Savannah, appena smobilitato dall'esercito regolare della Repubblica Democratica di Kampuchea, fa rientro assieme ad alcuni suoi amici e commilitoni a Phnom Penh. Avendo perso gran parte della sua famiglia durante la guerra e il regime totalitario dei Khmer rossi, Savannah è costretto a vivere con un proprio zio, in un contesto di difficile ritorno alla normalità.
In cerca di una stabilità personale e affettiva, in una società profondamente dilaniata da oltre un decennio di violenze e corruzione, Svannah stringe una difficile relazione con Srey Poeuv, una giovanissima prostituta in uno dei numerosi bar di Phnom Penh. Venduta dalla propria famiglia, Srey è costretta a prostituirsi per poter ripagare il denaro che i suoi sfruttatori hanno versato ai suoi familiari.
Nel tentativo di riscattare Srey dalla propria schiavitù, Savannah si dedicherà ai lavori più umili e disparati - cameriere, operaio, pugile - in un contesto sempre più duro e segnato da profonde ineguaglianze e ingiustizie. Visto l'esito vano dei propri sforzi, Savannah deciderà di lasciarsi coinvolgere in una serie di attività criminali organizzate da Phâl, un altro ex-soldato. Nel corso di una rapina, Savannah verrà coinvolto in uno scontro a fuoco per morire poco dopo fra le braccia di Srey che, nel frattempo, ha scoperto di essere incinta.